# Patent
Patent er en eneret til erhvervsmæssig udnyttelse af en opfindelse. Patentsystemet har et dobbelt formål: Opfinderen får en tidsbegrænset eneret til opfindelsen, men til gengæld skal opfindelsen offentliggøres, så opfindelsen bliver tilgængelig for alle, og derved kommer samfundet til gode. Et patent er altså ikke kun en eneret for opfinderen – det er samtidig en omfattende beskrivelse af et teknisk problem og løsningen på et problem, som andre så kan arbejde videre på.
Patent opnås ved en formaliseret registreringsprocedure, der kan være langvarig. Der er tre hovedbetingelser for, at en opfindelse kan patenteres. Opfindelsen skal være ny i forhold til alt, hvad der er alment kendt på ansøgningsdagen, inkl. opfindelsen selv, have opfindelseshøjde og skal kunne udnyttes industrielt. Ved opfindelseshøjde forstås, at opfindelsen skal adskille sig væsentligt fra, hvad der er kendt teknik på ansøgningsdagen (state of the art).
Opnås der en patentbeskyttelse, kan patenthaverne forbyde andre at udnytte opfindelsen i indtil 20 år fra indleveringen af ansøgningen. Selvom der er opnået et udstedt patent, kan dets gyldighed fortsat prøves i retten og ved en såkaldt administrativ omprøvning.
En patenteret opfindelse kan være afhængig af andre patenter, således at patenthaveren er forhindret i at udnytte sin egen ide uden samtykke fra andre patenthavere. Man taler da om dominans.
I langt de fleste lande, og i alle lande, der er medlem af WTO (World Trade Organisation) er der er krav om at man skal udøve sit patent, dvs. producere, anvende den patenterede fremgangsmåde eller have givet en licens til det patenterede. Alligevel ses eksempler på patenttrolde, som ikke laver produkter. De lever af at patentere opfindelser og herefter forfølge virksomheder, der måtte laver noget som blot marginalt kunne være omfattet af patentbskyttelsen. Dette er dog i hovedsagen en US-amerikansk foreteelse, idet der dér er stater, hvor det ikke koster retsgebyer at anlægge en retssag, og hvor hver part i sagen endvidere bærer sine egne retsomkostninger.

## Internationalt patent
Patent er som udgangspunkt en territorial, dvs. national kopieringsbeskyttelse, der kun gælder for én enkelt jurisdiktion. Et dansk patent giver derfor kun en eneret på implementeringen af en idé eller et produkt i Danmark (dog ekskl. Grønland og Færøerne, se Patentloven, LBK nr 91 af 28/01/2009, se officiel note 2) ).
Der findes en række internationale konventioner, der samordner forskellige landes patentlovgivning, og derfor gør opnåelse af patent i flere lande lettere. Der findes ikke et egentligt verdenspatent – patent skal opnås i hvert enkelt land. Dog kan man indlevere en international ansøgning (PCT- eller WO-ansøgning), som efter senest 30/31/32 mdr. skal videreføres som nationale ansøgninger, og dermed kan valg af lande og udgifter udskydes, således at opfindelsen i mellemtiden har kastet penge af sig eller på anden vis vist sit værd. En PCT-ansøgning kunne fra 1. juli 2010 designeres og videreføres i Grønland, mens Færøerne endnu ikke har denne mulighed. 
Nogle lande tillader dog regionale ansøgninger, såsom medlemsstaterne i Den Europæiske Patentkonvention (EPC), herunder Danmark. En fælles Europæisk ansøgning (EPC- eller EP-ansøgning) kan indleveres ved den fælleseuropæiske patentmyndighed (EPO). Ansøgningen behandles centralt i EPO, og når der udstedes patent, skal dette valideres (bringes til gyldighed) i de enkelte medlemslande, som er interessante for patenthaver.
Indenfor rammerne af det eksisterende EP-patent arbejdes på et fælleseuropæisk patent, hvor man i EP patentet ikke længere behøver at vælge hvert land separat. Europaparlamentet har vedtaget dette 11. december 2012, men en nationale ratifikationer udestår. 
Andre regionale ansøgninger omfatter lande i Eurasien (EA), Afrika: (ARIPO, OAPI), Arabiske lande: GCC.

## Alternativer til patent
I Danmark (inkl. Grønland) og visse andre lande kan opfindelser beskyttes som brugsmodel i stedet for patent. Brugsmodelbeskyttelsen minder om patentbeskyttelsen, men er nemmere at opnå og varer kortere.
Nogle virksomheder vælger at offentliggøre opfindelser, som de er kommet frem til under deres forskning, men som ikke har afgørende betydning. Når opfindelsen er offentliggjort, er den ikke længere ny, og så kan ingen (hverken virksomheden selv eller andre) tage patent på den. Dette kaldes patentprofylakse.
Endelig kan man forsøge at hemmeligholde opfindelsen. Herved er opfindelsen beskyttet, så længe hemmeligholdelsen er effektiv – altså uden den tidsbegrænsning, der ligger i et patent. Da hemmligholdelse imidlertid indebærer at opfindelsen ikke er kendt, og dermed ikke indgår i state of the art, er der derfor en potentiel risiko for at andre kan opnå en eneret på noget der i praksis allerede er opfundet.

## Kritik af patenter
Patenter kritiseres for ikke at blive brugt som et incitament for opfindelser og innovation, men dels til at begrænse den frie konkurrence, da ejere af et patent, kan skabe et monopol, og fastsætte kunstig høje priser i 20 år, og dels til at hindre innovation, eksempelvis i tilfælde hvor virksomheder ejer en portefølje af patenter, som de bruger til at sagsøge andre for overtrædelse af disse patenter, og hvor virksomheden samtidigt gør lidt eller intet for selv at udvikle teknologien. Et holdingselskab, der benytter sig af denne strategi, kaldtes nedsættende for en "patenttrold". Patenter bliver også kritiseret for at give en "negativ rettighed" til patentindehavere, hvilket giver dem ret til at udelukke konkurrenter fra at anvende eller udnytte en opfindelse, selv om konkurrenten efterfølgende udvikler den samme opfindelse uafhængigt.
Med hensyn til farmaceutiske patenter, forhindrer bevarelsen af eksklusivrettighederne generiske alternativer i at komme ind på markedet, og dermed opretholdes en kunstig høj pris på medicinske behandlingsmetoder. Dette kan have stor indflydelse i den tredje verden, da dem der har størst behov for livsvigtige lægemidler, er ude af stand til at betale disse høje priser for livsvigtig medicin. En anden kritik af farmaceutisk patentering, vedrører baggrunden for eksklusivrettighederne og de efterfølgende høje priser på medicin, som det kræves for at finansiere de nødvendige investeringer til yderligere forskning og udvikling. Kritikere har undersøgt farmaceutiske virksomheders budgetter, for at kaste lys på denne prisbegrundelse, og afslørede at markedsføringsudgifterne til nye lægemidler, ofte var dobbelt så store, som de beløb der blev afsat til nødvendig forskning og udvikling.
Der har også været heftig debat om patenter, der involverer computerprogrammer, idet der i den Europæiske Patentkonvention findes en undtagelse fra det generelle princip om, at industrielt anvendelige fremgangsmåder er patenterbare, nemlig at opfindelser, der angår software som sådan, er udelukket fra patentering. Senest har det Udvidede Appelkammer stadfæstet den Europæiske Patentmyndigheds hidtidige praksis i afgørelsen G3/08.